# Fandom (webová stránka)
Fandom (dříve Wikia, původně Wikicities) je webová služba zdarma hostující wikiweby. Za její použití neplatí obvykle ani tvůrci, ani čtenáři, svůj provoz totiž financuje z reklam. Veškerý obsah nahraný uživateli je k dispozici pod copyleftovými licencemi a technicky je provoz zajištěn otevřeným softwarem MediaWiki. Fandom je provozován firmou Fandom, Inc. sídlící v americkém Delaware. Ta byla založena koncem roku 2004 Jimmy Walesem a Angelou Bessleyovou Starlingovou (tedy čestným předsedou a členkou Poradního výboru nadace Wikimedia) a v současnosti je jejím výkonným ředitelem Craig Palmer.
Mezi wiki hostované na Fandom patří například Wookieepedia, Memory Alpha, Wikianswers, dříve také Necyklopedie.